# Libro de horas de Leonor de la Vega
El Libro de horas de Leonor de la Vega es un códice con miniaturas iluminadas realizado en pergamino atribuido al artista flamenco Willem Vrelant en el siglo XV. Se encuentra conservado en la Biblioteca Nacional de España (Vitr.24-2).

## Historia
El autor Willem Vrelant nacido en Utrecht y fallecido en Brujas en 1481, donde estuvo activo al menos desde 1454 y hasta su muerte y donde debió encargarse de las miniaturas del libro de horas ejecutadas supuestamente entre 1465 y 1470.
El manuscrito fue enviado el año 1498 como regalo por el embajador de España en Flandes Diego Ramírez de Villaescusa al embajador de Roma padre del poeta Garcilaso de la Vega. La heredera del códice fue la hermana del poeta Leonor de la Vega, de quien tomó el nombre el libro de las horas.

## Descripción
El manuscrito presenta una encuadernación con piel de cabra, y está realizado sobre pergamino con folios (202) del tamaño  de 19 x 13 cm. y un total de 404 páginas. Se incluye un calendario sin ilustraciones que contrarresta con el resto de las numerosas ilustraciones que se pueden apreciar en los diferentes capítulos de las Horas de la Virgen, Horas de la Cruz, Horas del Espíritu Santo con miniaturas a página completa o bien orlas llenas de vegetales, monstruos o escenas satíricas, aplicando el oro en muchas de ellas así como en las letras capitulares.

## Europeana 280
En abril de 2016, el códice «Libro de horas de Leonor de la Vega» fue seleccionada como una de las quince obras artísticas más importantes de España por el proyecto Europeana.